# Ziua Steagului
Ziua Steagului (în engleză Flag Day) este un film dramatic american din 2021 regizat de Sean Penn.

## Rezumat
Fiica unui escroc se luptă să se împace cu trecutul tatălui său, implicând a patra cea mai mare captură de bancnote false din istoria Statelor Unite, aproape 20 de milioane de dolari.

## Distribuție
- Dylan Penn - Jennifer Vogel
- Sean Penn - John Vogel
- Katheryn Winnick - Patty Vogel
- Josh Brolin - unchiul Beck
- Hopper Penn - Nick Vogel
- Regina King - mareșalul Blake
- Norbert Leo Butz - Doc
- Dale Dickey - bunica Margaret
- Eddie Marsan - domnul Emmanuelle
- Bailey Noble - Debbie